# Borysthenes (rivier)
De Borysthenes was in de oudheid de gebruikelijke naam voor de rivier de Dnjepr. De Borysthenes stroomde in die tijd door het land van de Alanen of Alani.
Herodotus noemt de rivier in zijn Geschiedenis van de Wereld(IV 53.) : 

Tot aan het land van Gerrhos nu, waarheen de vaart veertig dagen duurt, weet men dat zij van de noordenwind stroomt, doch hogerop, door welke mensen zij stroomt, weet niemand te zeggen, doch zij komt klaarblijkelijk door een woestijn stromend in het land van de landbouwende Scythen; want deze Scythen wonen over een vaart van tien dagen langs haar. Van die rivier alleen en van de Nijl kan ik de bronnen niet aangeven, en, geloof ik, niet een enkel van de Hellenen. En de Borysthenes komt in haar stromen dicht bij zee en de Hypanis vermengt zich met haar, in hetzelfde moeras vallende. Wat tussen deze rivieren als een spriet van het land ligt, wordt het voorgebergte van Hippolaüs genoemd, en daarop is een tempel van Demeter opgericht; voorbij de tempel bij de Hypanis wonen de Borystheneïten.

Livio Catullo Stecchini, de historicus van de aardeopmeting, beschouwde de veronderstelde bron van de Borysthenes, een  Gerrhos, Grieks voor "rietmoeras",  het moerassige gebied ten noordoosten van Smolensk, vandaag aanzienlijk kleiner door de post-glaciale opwarming het droger worden van het klimaat en door de bewuste drainage en inbreng van landbouw. Latere klassieke historici en geografen, zoals Pomponius Mela, lokaliseerden dit Gerrhos verkeerd. 

## Borysthenes als naam
De rivier komt voor in namen, de volgende personen werden naar de Borysthenes genoemd:
- Bion van Borysthenes (Grieks: Βίων Βορυσθενίτης), geboren in (Olbia), in Sarmatia,een Oud-Grieks moralist en filosoof uit de eerste helft van de 3e eeuw v.Chr.
- De Borysthenia naticina, een slak
- Het beroemd geworden rijpaard van de Romeinse Keizer Hadrianus werd Borysthenes genoemd.